# Åmål
För andra betydelser, se Åmål (olika betydelser).
Åmål är en tätort i Dalsland  och centralort i Åmåls kommun i Västra Götalands län. Åmål är beläget vid Vänern.

## Historia

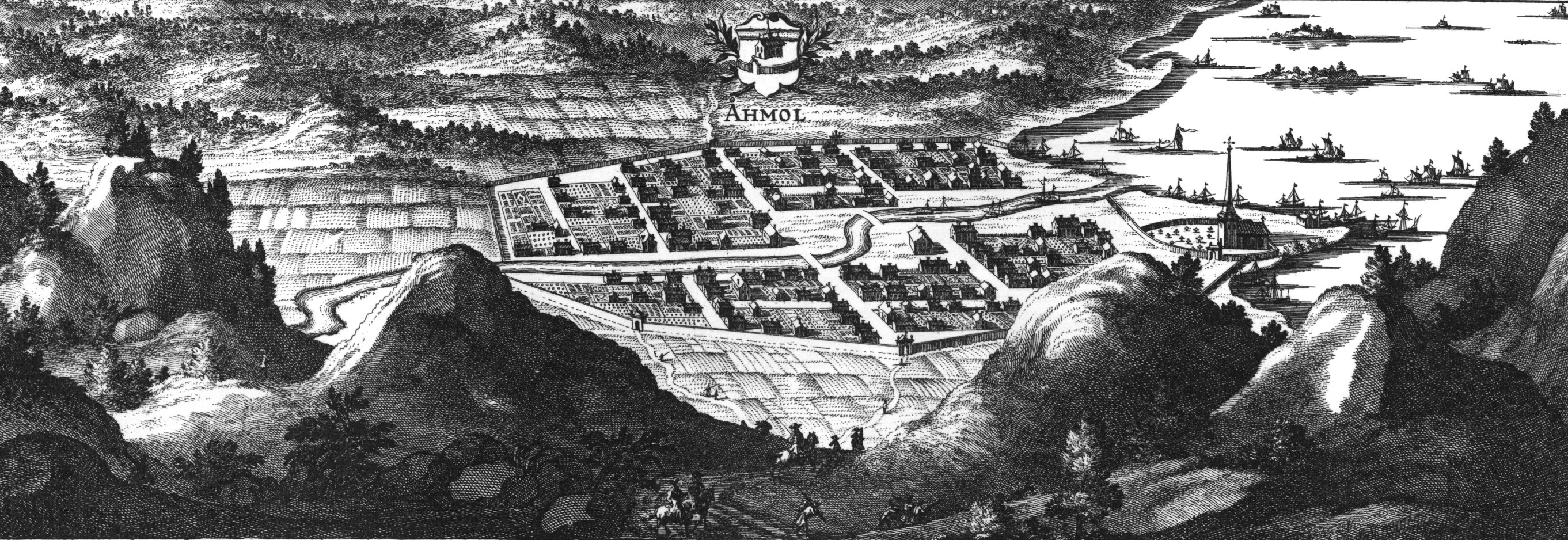
Åmål omkring år 1700. Ur Suecia antiqua et hodierna

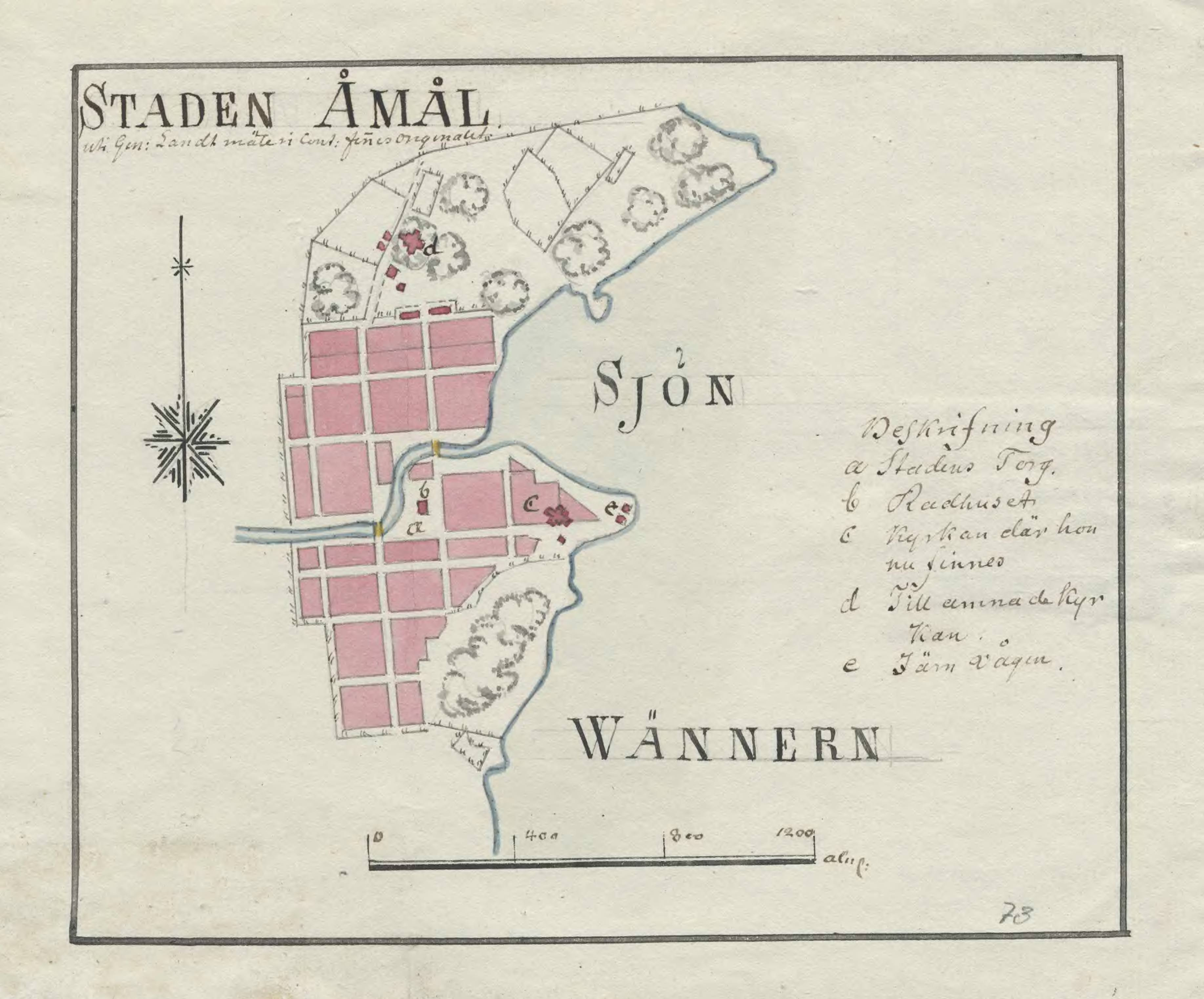
Karta över Åmål från 1790-talet

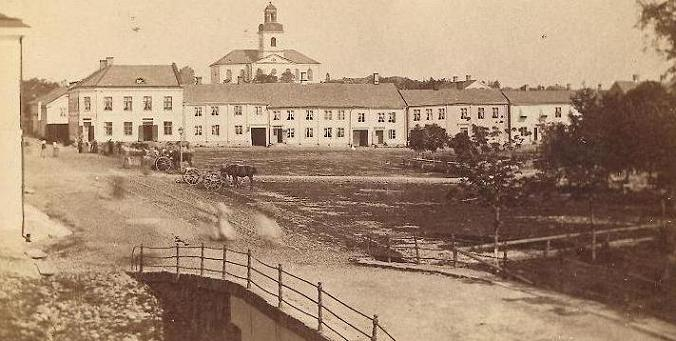
Åmål, 1870–72. Vy norrut över torget. Kyrkan syns i bakgrunden.

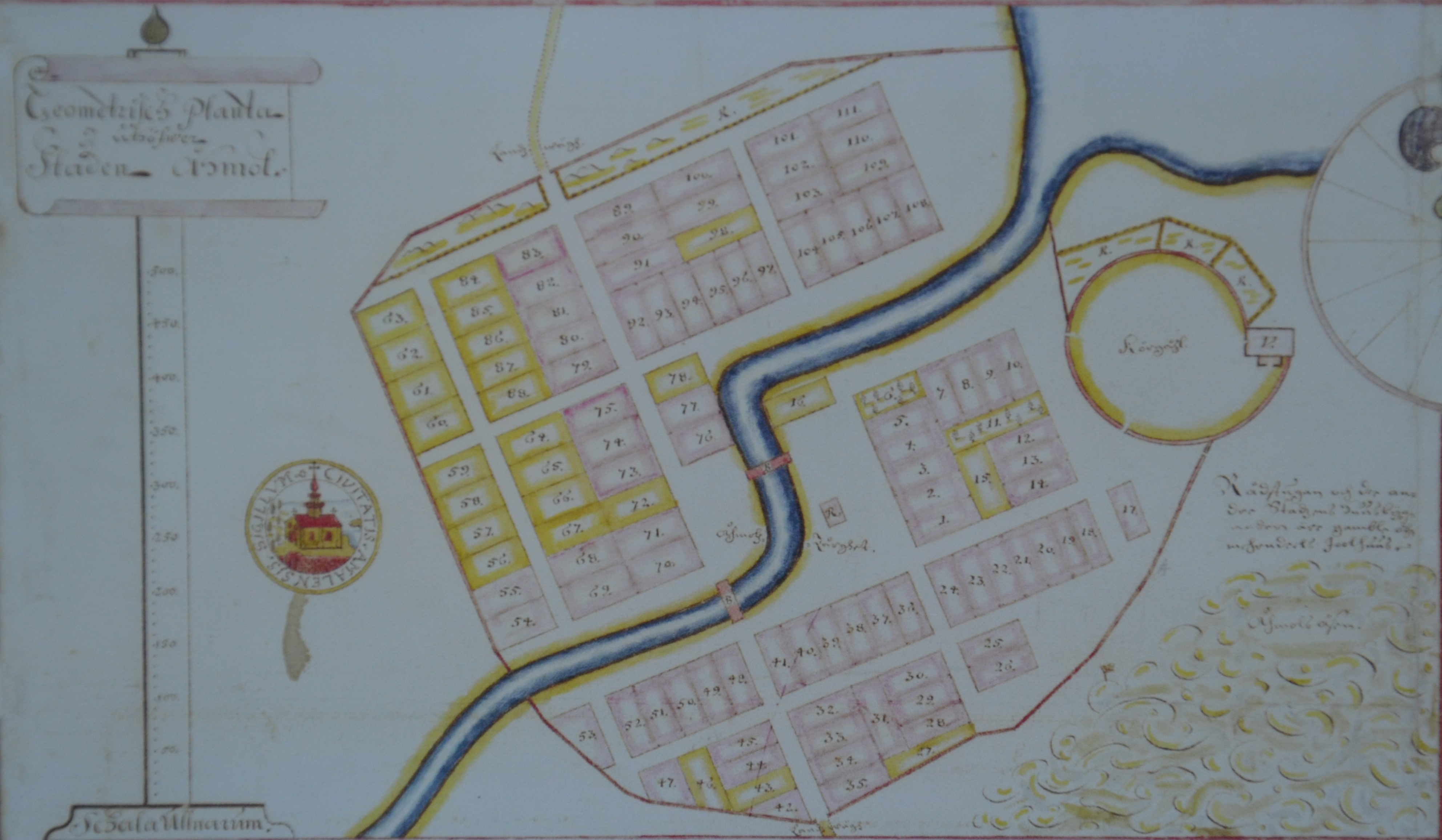
Lantmätare Magnus Beckmans karta över Åmål 1750

Åmål (då stavat som Åmoll efter ett äldre Amordh) fick sina stadsprivilegier den 1 april 1643 av drottning Kristinas förmyndarregering. Inget annat samhälle i Dalsland har förlänats stadsegenskaper. Stadens anläggning var en direkt regeringsåtgärd för att stoppa landsköpshandeln och framför allt timmerhandeln på Norge. Men myndigheterna lyckades aldrig stävja smugglingen. För skogsägarna var gränshandeln viktig.
1901 brann stora delar av staden norr om Åmålsån, husen på andra sidan Åmålsån, Gamla Stan, vid Plantaget (stadens gamla torg), klarade sig dock. Brandstationen byggdes kort efter det (denna byggnad revs i slutet av 1970-talet).
År 2002 tilldelades Åmål utmärkelsen Årets Stadskärna i Sverige. I den internationella tävlingen Livcom Awards 2005, som avgjordes i La Coruña i Spanien, kom Åmål på en andraplats och kunde då kalla sig själva för världens näst bästa småstad.

### Administrativa tillhörigheter
Åmåls stad ombildades vid kommunreformen 1862 till en stadskommun omgiven av Åmåls landskommun. Stadskommunen uppgick 1971 i Åmåls kommun med Åmål som centralort.
I kyrkligt hänseende har orten sedan 1963 (och före 1643) hört till Åmåls församling, dessförinnan till Åmåls stadsförsamling, med mindre delar i Åmåls landsförsamling.
Orten ingick till 1948 i domkretsen för Åmåls rådhusrätt och därefter till 1971 i Tössbo och Vedbo tingslag. Från 1971 till 1999 ingick Åmål i Åmåls domsaga, före 1971 benämnd Tössbo och Vedbo tingsrätts domsaga och orten ingår sedan 1999 i Vänersborgs domkrets.

### Befolkningsutveckling
| Befolkningsutvecklingen i Åmål 1960–2020 | Befolkningsutvecklingen i Åmål 1960–2020 | Befolkningsutvecklingen i Åmål 1960–2020 | Befolkningsutvecklingen i Åmål 1960–2020 | Befolkningsutvecklingen i Åmål 1960–2020 |
| ---------------------------------------- | ---------------------------------------- | ---------------------------------------- | ---------------------------------------- | ---------------------------------------- |
|                                          |                                          |                                          |                                          |                                          |
| År                                       |                                          |                                          | Folkmängd                                | Areal (ha)                               |
| 1960                                     | 1960                                     |                                          | 8 667                                    |                                          |
| 1965                                     | 1965                                     |                                          | 9 115                                    |                                          |
| 1970                                     | 1970                                     |                                          | 9 331                                    |                                          |
| 1975                                     | 1975                                     |                                          | 9 556                                    |                                          |
| 1980                                     | 1980                                     |                                          | 9 906                                    |                                          |
| 1990                                     | 1990                                     |                                          | 9 803                                    | 730                                      |
| 1995                                     | 1995                                     |                                          | 9 906                                    | 745                                      |
| 2000                                     | 2000                                     |                                          | 9 355                                    | 751                                      |
| 2005                                     | 2005                                     |                                          | 9 380                                    | 758                                      |
| 2010                                     | 2010                                     |                                          | 9 065                                    | 754                                      |
| 2015                                     | 2015                                     |                                          | 9 373                                    | 736                                      |
| 2020                                     | 2020                                     |                                          | 9 299                                    | 777                                      |
|                                          |                                          |                                          |                                          |                                          |

## Stadsbild
Åmål är beläget på båda sidor om Åmålsån, som från väst till öst flyter genom staden och mynnar ut i Åmålsviken i Vänern.
Staden har i sina centrala delar en regelbunden stadsplan. Medelpunkten är torget invid Åmålsån som delar staden i en nordlig och en sydlig hälft.

### Stadsdelar
| - Adolfsberg - Hagalund - Hammarshaget - Herrängen - Karlberg - Kotten beläget söder om järnvägsstationen och inkilat mellan två industriområden. Bebyggelsen består av bostadshus från början på 1900-talet. - Kristineberg - Ljungsberg | - Lugnet - Mörtebol - Nygård - Räveln - Rösparken - Stätterud - Västra Åsen - Örnäs - Östra Åsen |

## Kommunikationer
E45 och länsväg 164 samt järnvägen Vänerbanan passerar Åmål. Avstånd i kilometer till Stockholm 377, Göteborg 175, Karlstad 75 och Oslo 190. Tågförbindelser finns på linjen Karlstad–Göteborg. Mera lokal trafik organiseras av Västtrafik, med bussar bland annat till Bengtsfors och Värmlandstrafik med bussar mot Karlstad. Närmaste flygplats finns i Karlstad.

## Evenemang
Varje sommar anordnas en stor bluesfestival, Åmåls bluesfest, som pågår i fyra dagar, och litteraturfestivalen Bokdagar i Dalsland, som pågår i två dagar.

## Utbildning
- Karlbergsgymnasiet

## Idrott
I Åmål finns två fotbollsklubbar, IF Viken och IFK Åmål. IF Vikens spelar i ljusblå tröjor, vita byxor och ljusblå strumpor. IFK Åmål har blåvitrandiga tröjor med blå byxor.
Åmåls ishockeylag heter Åmåls SK. Klubbens spelar i gula tröjor, svarta byxor och gula strumpor. Den svart-gula färgkombinationen är närmast ett arv från Fengersfors IK, från vars tidigare ishockeysektion Åmåls SK leder sitt ursprung, och ytterst från Västgöta-Dals regemente (1624–1902), som förde de svart-gula färgerna.
Åmåls innebandylag heter Åmåls IBK. Klubben har orange-blå tröja, svarta byxor och svarta strumpor.
Det finns dessutom en tennisklubb vid namn Åmåls Nya Tennisklubb, som håller till i Rackethallen där man även kan spela Padel, Bordtennis och Badminton. Klubben har funnits sedan år 1919.
Åmål har en simklubb vid namn Nya Åmåls Simsällskap som funnits sedan 1927.

## Näringsliv

### Handel
Varuhuset EPA öppnade i Åmål den 2 juni 1961 och följdes av konkurrenten Domus som den 16 maj 1963. EPA låg på Kungsgatan 24 och Domus låg på Kungsgatan 11 i kvarteret Liljan Större där Konsum tidigare haft sina verksamhet. Båda varuhusen har senare stängt. Åmål har dock en Ica-butik (Lejonet) och två Coop-butiker.
Åmål hade tidigare en lokal konsumentförening, Åmåls konsumtionsförening, bildad 1916 efter flera misslyckade försök. En kortlivad föregångare med samma namn fanns 1898-1903, Kooperativa handelsföreningen Sambandet var verksam 1907-1910 och Åmåls kooperativa handelsförening bildades 1914 men kom aldrig igång med verksamheten. Åmåls konsumtionsförening i sin mer långlivade form öppnade sin första affär den 9 maj 1916. Den 1 januari 1926 uppgick Ånimskogs handelsförening i Åmålsföreningen. År 1946 hade föreningen fyra filialer. År 1974 uppgick föreningen i Konsum Bohuslän-Dal (senare Konsum Bohuslän Älvsborg och från 2015 Coop Väst).
Hösten 2007 öppnade Netto i Domus tidigare lokal på Kungsgatan. En tidigare Ica Kvantum belägen på Fågelmyrsgatan nära motorvägen såldes till norskägda Eurocash som nyöppnade år 2008. Nettos butik lades ner år 2020 sedan kedjan köpts av Coop. Samma år köptes Eurocashbutiken av Axfood som flyttade verksamheten till Bengtsforsrondellen och nyöppnade som en Willys den 20 maj 2021.

### Bankväsende
Åmåls sparbank grundades 1832. Den uppgick 1986 i Sparbanken Väst som senare blev en del av Swedbank.
Wermlands enskilda bank hade kontor i Åmål åtminstone från 1860-talet. Enskilda Banken i Venersborg etablerade sig i Åmål år 1903. Den år 1918 grundade Dalslands bank hade tidigt kontor i Åmål. I augusti 1949 övertogs Värmlandsbankens kontor av Jordbrukarbanken. De andra två bankerna uppgick under 1940-talet i Handelsbanken och Skandinaviska banken.
Swedbank, SEB, och Handelsbanken har kontor i Åmål.

## Fotogalleri

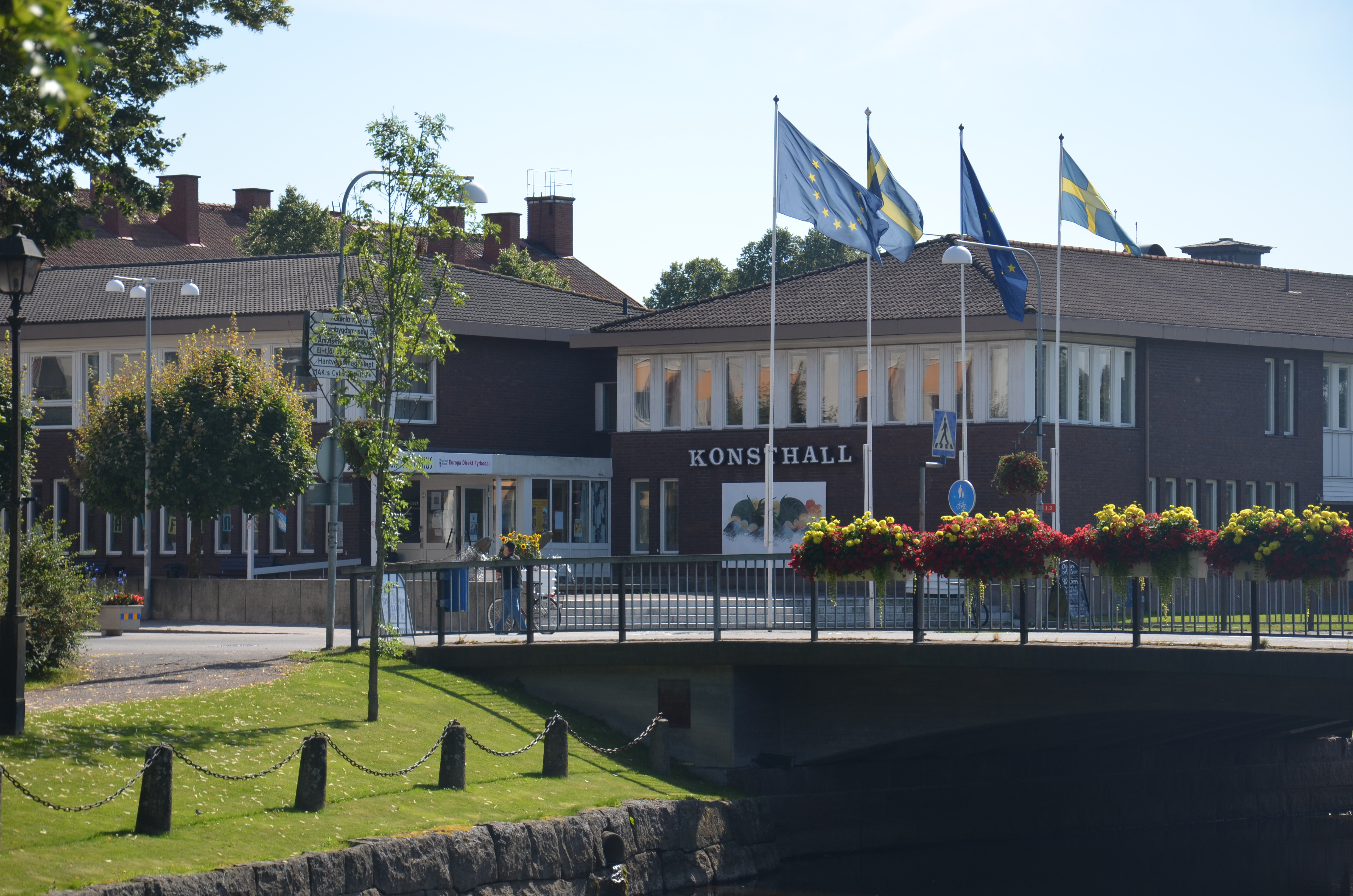
Åmåls konsthall, 2012
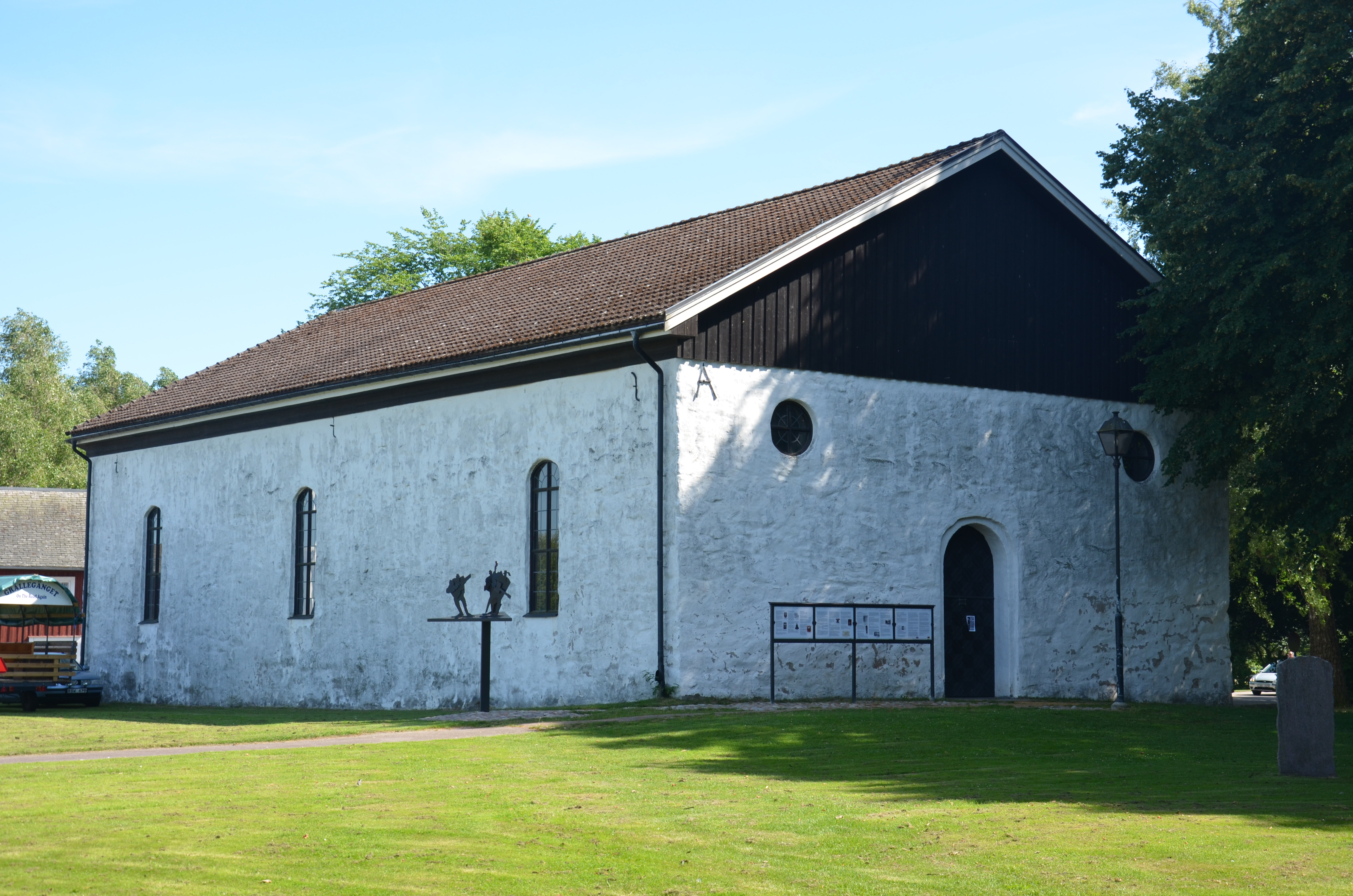
Gamla kyrkan i Åmål

## Kända personer med anknytning till Åmål
- Oskar J. Andersson, travkusk, född i Tösse
- Ruth Berglund
- Gustaf Björlin
- Ida Bäckman
- Bandet Kid Down
- Karl Gustav Jöreskog, statistiker
- Bengtolle Oldinger, konstnär, född i Åmål
- Gunnar Schyman
- Fritz Gustaf Sundelöf
- Sten Tolgfors, politiker
- Göte Wilhelmsson
- Ida Warg, influerare

## Åmål i litteratur och film
Uttrycket "alltid något, sa fan när han fick se Åmål" eller "det var ändå något, sade den, som första gången såg Åmål" ska första gången ha förekommit 15 januari 1846 i Åmåls veckoblad. Det var välkänt på 1870-talet.
Åmål är känt från Lukas Moodyssons film Fucking Åmål (1998), som utspelar sig i stadsdelen Ljungsberg. Filmen är dock inspelad i Trollhättan.